# Alesana
Alesana est un groupe de post-hardcore et screamo américain, originaire de Raleigh, en Caroline du Nord. Leur nom de groupe est dérivé d'une rue de Baltimore nommée Aliceanna St. d'où le groupe est originaire. Formé en 2004, le groupe est en actuel contrat avec le label discographique Revival Recordings. Il gagne en popularité grâce à l'album, On Frail Wings of Vanity and Wax.

## Biographie

### Débuts (2004–2008)
Bien que la première représentation du groupe se soit déroulé à Baltimore, Maryland, Alesana se forme officiellement en octobre à Raleigh, en Caroline du Nord, par Shawn Milke, Patrick Thompson, Dennis Lee, Steven Tomany et Daniel Magnuson. Le nom du groupe s'inspire d'une rue, Aliceanna St., dans laquelle Shawn Milke et Patrick Thompson vivaient. Aliceanna St. est localisée à Fells Point, une commune voisine de Baltimore. Alesana est le premier groupe à rejoindre le label Tragic Hero Records en 2005 présentant 3 démos intitulées Apology, Beautiful in Blue et Goodbye, Goodnight for Good sur la compilation All The Tragedy Money Can Buy. En mai 2005, ils commercialisent leur premier EP, Try This With Your Eyes Closed. Alesana participe dans une tournée américaine, dont le Cornerstone Festival. La même année, le batteur Daniel Magnuson est remplacé par Will Anderson.
En 2006, le groupe ajoute le nouveau batteur Jeremy Bryan pour remplacer Will Anderson, et ajoute le guitariste/chanteur Adam Ferguson à leur line-up. Ils composent ensuite un album On Frail Wings of Vanity and Wax, produit par Kit Walters, durant l'été 2006. Fin 2006, Alesana signe au label Fearless Records, qui a de nouveau commercialisé son LP en mars 2007. La même année, la chanson Apology est présentée en une version acoustique, Punk Goes Acoustic 2. Le groupe participe au Warped Tour 2007 ; le bassiste Steven Tomany quitte par la suite Alesana. Début 2008, On Frail Wings of Vanity and Wax atteint la 44e place du classement Billboard Heatseekers.

### Where Myth Fades to Legend(2008-2009)
En 2008, Alesana achève l'enregistrement de son second album, Where Myth Fades to Legend. Il est commercialisé le 3 juin 2008, mais il est illégalement partagé sur des sites de partages un mois avant sa parution. Where Myth Fades to Legend est le titre de leur tournée avec Sky Eats Airplane, Our Last Night, Lovehatehero (en), et The Chariot. Un an avant l'enregistrement de l'album, le groupe manquait de bassiste. Shane Crump, ancien membre du groupe Your Name in Vain, est invité pour une audition, et rejoint ainsi le groupe. Au Warped Tour 2008, Shane Crump quitte brièvement pour des raisons personnelles et se voit remplacé par Jake Campbell (guitariste Twelve Gauge Valentine (en)). Au retour de Crump, Adam Ferguson et le groupe se séparent, et Cambell devient le guitariste officiel du groupe.
Le 20 janvier 2009, le vidéoclip de Seduction est paru officiellement. L'album Punk Goes Pop 2 présente leur reprise du titre What Goes Around...Comes Around de Justin Timberlake. Where Myth Fades to Legend d'Alesana atteint la 96e place du Billboard 200 et la 13e du Billboard Hard Rock Album.

### The Emptiness(2009-2010)

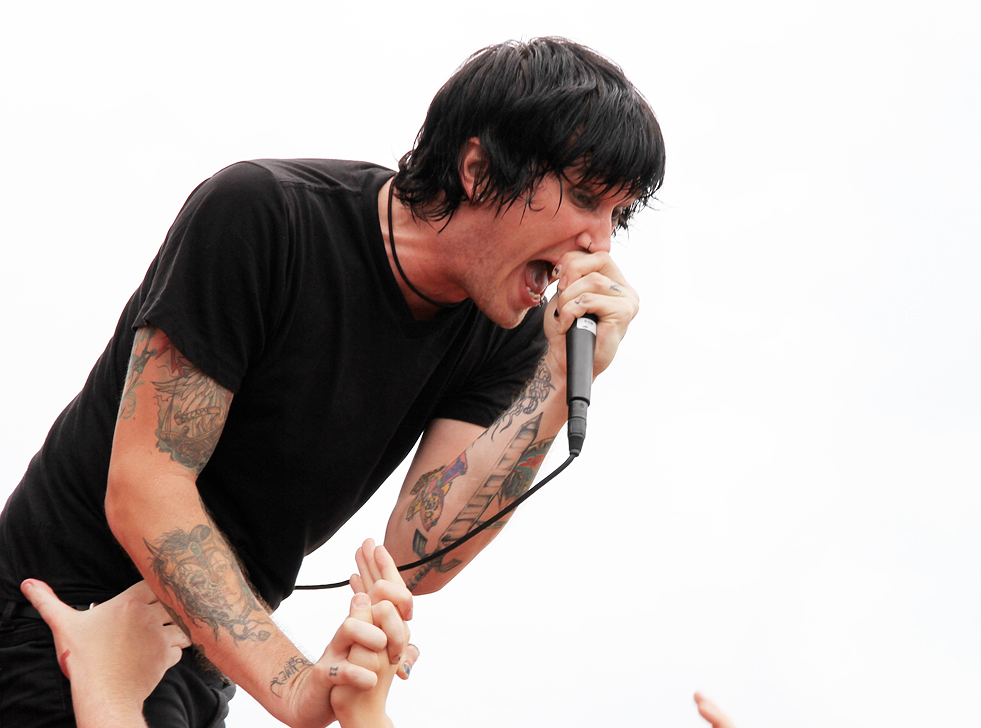
Milke au Warped Tour 2010.

Fin février, Shawn Milke annonce un nouvel album d'Alesana. Ils débutent l'enregistrement de leur troisième album en juillet 2009, à Portland, dans l'Oregon, avec le producteur Kris Crummett. L'album, selon Shawn Milke pour The Rave TV, sera intitulé The Emptiness. Le groupe montre l'a progression de leur enregistrement via Twitter et leur site officiel. Plus tard, ils participent au Vs. tour, auxcôtés de The Bled, Enter Shikari, Broadway, Madina Lake, et Asking Alexandria. Au Vs. tour, le set d'Alesana présentait deux chansons intitulées To Be Scared By An Owl et The Thespian.

### Avenir (depuis 2016)
Le 26 juillet 2016, le groupe annonce une nouvelle tournée et un ouvrage intitulé Annabel, qui s'inspire des trois albums-concept du groupe. L'ouvrage est publié le 31 août 2016 avec une nouvelle version deluxe de Confessions avec deux chansons bonus, Fatima Rusalka et Ciao Bella. Le groupe se lance dans une tournée de dix dates pour son nouvel album, On Frail Wings of Vanity and Wax, en fin d'année. Ils joueront avec Oh, Sleeper, Famous Last Words, et Artwork.
Le 27 juillet 2016, ils annoncent leur participation au deuxième Knotfest de Slipknot au Mexique avec notamment Avenged Sevenfold, Slipknot, Slayer, Animals as Leaders, Enter Shikari, Disturbed, et Deftones
Le 11 avril 2017, le groupe annonce sa participation à la première édition du Van's Warped Tour MX avec Good Charlotte, Mayday Parade, Suicide Silence, Hatebreed, et Never Shout Never.

## Membres

### Membres actuels
- Dennis Lee – chant (depuis 2004)
- Shawn Milke – chant (depuis 2004)
- Patrick Thompson – guitare solo (depuis 2004)
- Jeremy Bryan – batterie, percussions (depuis 2005)
- Shane Crump – guitare basse, chant secondaire (2007-2008, depuis 2008)
- Jake Campbell – guitare solo (2008–2010, depuis 2012)

### Anciens membres
- Alex Torres — guitare solo (2010-2012)
- Adam Ferguson — guitare rythmique, chœurs (2005-2008)
- Steven Tomany — guitare basse (2004-2007)
- Daniel Magnuson — batterie, percussions (2004-2005)
- Will Anderson — batterie, percussions (2005)

## Discographie

### Albums
- 2005 : Try This With Your Eyes Closed (demo, réédité en 2009)
- 2006 : On Frail Wings of Vanity and Wax
- 2008 : Where Myth Fades to Legend
- 2010 : The Emptiness
- 2011 : A Place Where the Sun Is Silent

### EP
- 2005 : All The Tragedy Money Can Buy Vol. One
- 2014 : The Decade EP

## Vidéographie
| Année | Titre de la Chanson      | Album                            | Réalisateur    | Vidéo                                       |
| ----- | ------------------------ | -------------------------------- | -------------- | ------------------------------------------- |
| 2007  | Ambrosia                 | On Frail Wings of Vanity and Wax | Jeremy Jackson | [vidéo] « Visionner la vidéo », sur YouTube |
| 2009  | Seduction                | Where Myth Fades To Legend       | Scott Hansen   | [vidéo] « Visionner la vidéo », sur YouTube |
| 2010  | The Thespian             | The Emptiness                    | Stephen Penta  | [vidéo] « Visionner la vidéo », sur YouTube |
| 2011  | Lullaby Of The Crucified | A Place Where The Sun Is Silent  |                |                                             |